# かに座HM星
かに座HM星は、かに座の方向に地球から1600光年離れた位置にある白色矮星の連星である。

## 概要
かに座HM星は、質量が太陽の半分程度の白色矮星が2つ、重力で結合した連星系である。公転周期と同じ周期でX線を放出している。

## 軌道
かに座HM星系の公転半径は約7.5万kmと地球-月間の20%程度しかなく、公転周期は5分21.5秒と、知られている中で最も短い公転周期を持つ連星系である。白色矮星は互いの重心の周りを1462km/sの速度で公転している。
重力波の放出による公転周期の短縮が顕著で、1年あたり1.2ミリ秒公転周期が短くなっていると考えられている。1日あたり61cm(2ft)公転半径が縮んでおり、34万年ほどで合体することになる。この時に超新星になると予測されている。重力波のエネルギーは、銀河系の中で最も強力ではないかという説もある。

## 歴史
この星は、1994年にドイツのX線観測衛星ROSATによって、X線源として発見された。その後、このX線が周期的に変化することがわかり、チャンドラによる2004年1月5日から同年11月22日の6回計19時間のX線観測が行われ、X線を放出する周期から、連星であることが推定された。その後、2005年3月15日にVLT望遠鏡とTNG望遠鏡によって白色矮星の連星系であることが判明した。